# Національний парк Білі Гори
Національний парк Білі Гори (грец. Εθνικός Δρυμός Λευκών Ορέων), широко відомий як Самарія (грец. Σαμαριάς) — національний парк у західній частині острова Крит, одне з найбільш туристичних місць острова. Парк розташований в межах Білих гір, та характеризується численними видовищними ущелинами, найбільша та найвідоміша з яких — Ущелина Самарія (грец. Φαράγγι Σαμαριάς) — надала парку альтернативну та відомішу за офіційну назву.